# فرمانده کل گارد امپراتوری

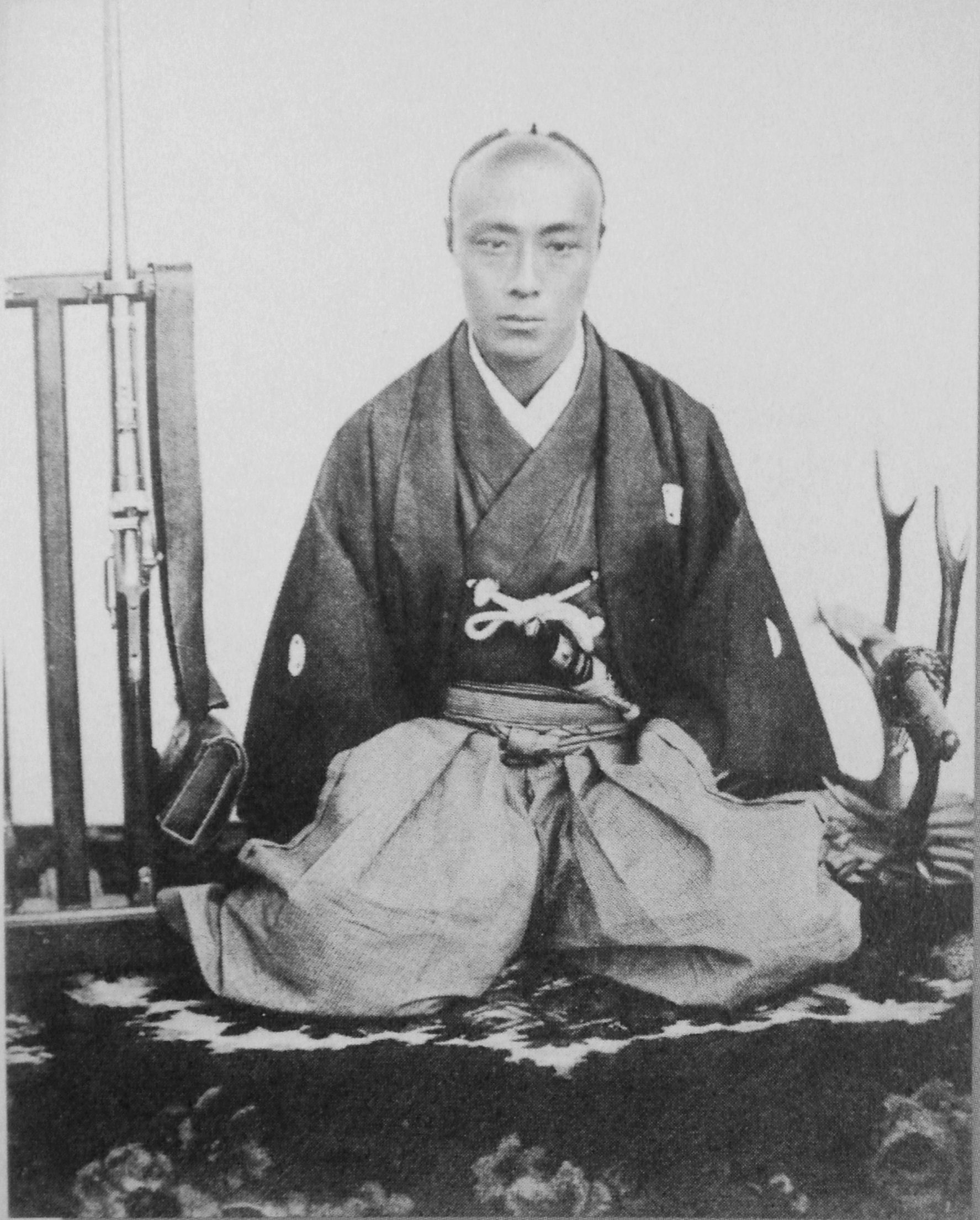
توکوگاوا یوشینوبو

فرمانده کل گارد امپراتوری (به ژاپنی: 禁裏御守衛総督 きんりごしゅえいそうとく)، این منصبی بود که توسط دربار امپراتوری با رضایت شوگون‌سالاری در پایان دوره ادو (پایان شوگون‌سالاری توکوگاوا) برای محافظت از کاخ امپراتوری (کاخ امپراتوری کیوتو) تأسیس شد. توکوگاوا یوشینوبو، که به این سمت منصوب شده بود، همچنین به سمت فرمانده کل دفاع از دریای داخلی ستو منصوب شد تا برای نیروهای خارجی که از اطراف خلیج اوساکا حمله می‌کردند، آماده شود.
در روز ۲۵ از ماه چهارم گنجی، در سال ۱۸۶۴ میلادی، یوشینوبو از سمت خود به عنوان نگهبان شوگون برکنار شد و به عنوان رئیس گارد امپراتوری منصوب شد. اگرچه این سمت توسط دربار امپراتوری منصوب شده بود، اما او از شوگون‌سالاری توافقی دریافت کرد که ماهانه ۷۵۰۰ تاوارا شو به عنوان حقوق برای این سمت دریافت کند. او با ماتسودایرا کاتاموری، شوگوشوکو کیوتو (فرماندار استان)، ماتسودایرا ساداکاتا، شوشیدای کیوتو (معاون فرماندار) و دیگران تحت فرمان خود، مستقل از ادو باکوفو (وزیر کابینه ژاپن) عمل می‌کرد و نقش رهبری در قدرت شوگون‌سالاری در کیوتو ایفا می‌کرد.